# 興徳寺 (瑞浪市)
興徳寺（こうとくじ）は岐阜県瑞浪市稲津町小里にある臨済宗妙心寺派の龍泉門派の寺院。山号は全源山。

## 歴史
慶長6年(1601年)、江戸幕府の旗本となった小里光親が父である小里光明の菩提を弔うために小里城の山麓に興徳寺を開基し、當林を招いて開山した。
慶長14年(1609年)、城山の崩壊により興徳寺が流出したため、以前この地にあった中世小里氏(新城小里氏)の菩提寺であった大蔵寺の跡地(現在地)に再建した。
その後、元和9年（1623年）、近世小里氏(城山小里氏)は後継が無く断絶したため、檀越を失い寺運が傾いたが、
寛永11年（1634年）に全源宗耽が当寺の住持となり中興した。
元禄9年（1696年）に伽藍を焼失したが、宝永元年（1704年）に再建を果たした。
江戸時代に末寺であった、小里の永泉寺・羽広の廣澤庵・須之宮の陽光寺は、明治初年に廃寺となったが、市原の禅躰寺は存続している。
山門下には、明治24年(1891年)10月28日に発生した濃尾地震の犠牲者の供養塔がある。

## 寺宝

### 菅公像
かつて、この地に存在した中世小里氏(新城小里氏)の菩提寺であった大蔵寺で祀られていたと伝わる、延文2年（1357年）制作の木造菅公像(岐阜県指定有形文化財)を所蔵している。
胎内には、「天満大自在天神　願主能登守源頼幸　大佛師法橋宗慶作之　延文二年　丁酉卯月」と記されている。

### 茶壺
かつて興徳寺にあった茶壺は、小里氏の知行所であった恵那郡大川村（現・瑞浪市陶町大川）に所在した大川窯の陶工、羽柴与左衛門景度の作品と伝わる。
羽柴与左衛門は、大川窯を開いたとされる加藤左衛門尉景信から数えて4代目にあたり、戦国時代末期に大川窯の最盛期を築き上げた人物である。
高さ約54cm、最大径約46cmという、他に類を見ないほどの大型の茶壺で、底部には「与左衛門」の文字と「クルミ印」と呼ばれる印が見られる。全体に黒褐色の鉄釉を施し、肩の部分には黄色の灰釉が流し掛けられ、4箇所に耳が取り付けられている。
壺の大きさ、力強い作りに陶工の技術の高さが表れている優品の茶壺であり、昭和54年(1979年)3月2日に、瑞浪市の文化財に指定された。現在は瑞浪市明世町にある瑞浪市陶磁資料館で保管され、一般に公開されている。

## 普済寺
山号は見宗山。本尊は十一面観世音菩薩。臨済宗妙心寺派の寺院で、美濃瑞浪三十三観音霊場十二番である。
南北朝時代の観応3年（1352年）夢窓疎石が、萩原河原に開創し寺だと伝わるが、その後の推移は不明である。
正保3年（1646年）瑞浪市小田町にある正宗寺の達道珍公によって、現在地に再建中興されたというが、以後の修復再建などについて詳らかでない。
延享3年（1746年）の記年がある過去帳が残っている。
明治5年（1872年）廃仏棄釈の風潮に従い、萩原村が離檀したので寺は衰微したが、
昭和18年（1943年）に住職が亡くなるまでは法灯を守ってきた。その後は、興徳寺が兼住する寺となっている。
境内には数基の石仏が残っている。

## 羽廣観音堂
瑞浪市小里羽広にある。本尊は聖観世音菩薩であるが、弘法大師も祀る正方形の観音堂である。
弘化3年(1846年)、羽広観音堂の再建時に、郷土画人の一人である小里村の和田月洞が、48枚からなる絵天井を描いている。
昭和58年(1983年)4月に出火したが、絵天井などを焼いたものの全焼は免れた。
興徳寺が管理しており、美濃瑞浪三十三観音霊場の客番となっている。

### 境内

#### 四角型燈籠
角竿型　高さ182cm　基壇は二段で、高さ39cm。(刻銘)　竿部　奉建立　夜念佛連中　寛政八丙辰七月十四日

#### 手洗石
自然石を加工したもので、上57cm×上34cm　刻銘は無し。

#### 聖観音石像
①舟形光背浮彫立像で、高さ51cm。上部が欠損している。(刻銘)　寛政二戊三月 日　講中六人　
➁舟形光背浮彫立像で、高さ55cm。(刻銘)　嘉永己酉九月十八日

#### 千手観音石像
舟形光背浮彫立像で、高さ51cm。中央で折損部の補修がされている。(刻銘)　文化十三天七月十八日

#### 名号塔
①板碑形　高さ115cm　幅44cm　(刻銘)　南無阿弥陀佛　享保三戊戊年
➁山状角柱石　高さ67cm　幅21cm　奥行き19cm　(刻銘)　南無阿弥陀佛　天保九戊戊三月八日　沢井佐仁良　鈴木平吉母　和田宗助母
➂自然石の角柱で、高さ123cm　幅30cm　(刻銘)　南無阿弥陀佛　天保十三寅霜月　善光寺念佛連中
④自然石で造られた念仏供養塔である。高さ146cm　幅64cm　奥行き65cm　(刻銘)　南無阿弥陀佛　寛政八丙辰七月吉日　

#### 念佛供養塔
剣型碑で、 (刻銘)　元禄十六癸未歳〇月

#### 霊場供養塔
山伏角柱石で、高さ154cm　幅42cm　奥行40cm　(刻銘)　奉納　西国三十三所　明治二十年丁亥三月十八日　世話人　渡辺幸助　熊沢竹五郎　和田 藤吉　
台石には、観世音講中と刻まれている。

#### 念仏供養塔
自然石碑の念仏供養塔である。(刻銘)「南無阿弥陀仏 寛政八丙庚七月吉日」

#### 西国三十三観音霊場順拝記念碑
明治20年(1887年)建立の大型の角塔である。

#### 三界萬霊塔
天保4年(1833年)建立。

#### 灯籠
寛政8年(1769年)建立。

## 関連リンク
- 【十三番】 全源山　興徳寺　瑞浪市観光協会
- 興徳寺の茶壷　瑞浪市役所
- 菅公像　岐阜県ホームページ
- 【十二番】 見宗山　普済寺　瑞浪市観光協会
- 【客番】 羽廣観音堂　瑞浪市観光協会